# Jubilé
Cet article possède un paronyme, voir Jubilee.
Un jubilé est une fête marquant un intervalle de 50 ans et aussi l'anniversaire joyeux d'un événement dont les effets se prolongent dans le temps (règne, mariage, etc.).

## Étymologie biblique: libération des esclaves et annulation des dettes
Le mot jubilé vient de l'hébreu יוֹבֵל (yôvēl), terme dont la signification est incertaine. On considère généralement qu'il désigne un bélier parce que, dans la Bible, une corne de bélier (Chophar) est utilisée comme une trompette pour annoncer l'année du jubilé. 
Le Lévitique (25,8–13) déclare :  

« Tu compteras sept semaines d'années, sept fois sept ans, c'est-à-dire le temps de sept semaines d'années, quarante-neuf ans. Le septième mois, le dixième jour du mois tu feras retentir l'appel de la trompe ; le jour des Expiations vous sonnerez de la trompe dans tout le pays. Vous déclarerez sainte cette cinquantième année et proclamerez l'affranchissement de tous les habitants du pays. Ce sera pour vous un jubilé (יוֹבֵל) : chacun de vous rentrera dans son patrimoine, chacun de vous retournera dans son clan. »

La Septante emploie l'expression ἀφέσεως σημασία, aphéseôs sêmasia, « signal de libération » (aphésis signifiant la libération, le pardon, la rémission, cf. Concordance Strong 859).
Le terme est rendu en latin par jubilæus (de jubilare, « se réjouir ») dans la Vulgate de Jérôme. L'année jubilaire est une année de libération générale, les terres aliénées ou gagées devaient être rendues, les dettes remises et les esclaves libérés.
Le Livre des Jubilés, texte pseudépigraphe, utilise des jubilés pour dater les différents événements de l'histoire biblique.

## Exemples d'utilisations du terme de «jubilé»

### Dans l'Égypte antique
Un « jubilé », appelé fête-Sed était fêté à partir de la 30e année de règne d'un pharaon. Ensuite, ces fêtes, aux vertus régénératrices, étaient célébrées avec un intervalle de quelques années en fonction de la situation politique du pays et de l'état de santé du pharaon.

### Dans le catholicisme
Les catholiques ont repris l’ancienne tradition juive du Yovel, qui était célébré tous les cinquante ans. Le Jubilé juif était principalement consacré à la terre, à la propriété et aux droits fonciers. Selon la Bible juive, cette période spéciale prévoyait une série de pratiques, parmi lesquelles la restitution des terres à leurs anciens propriétaires, la rémission des dettes, la libération des esclaves et des prisonniers, le repos de la terre et la manifestation particulière de la miséricorde divine. Ces pratiques ne visaient pas uniquement à garantir une juste redistribution des ressources et à promouvoir la justice sociale, mais aussi à souligner l’importance de la miséricorde et de la compassion divine dans l’expérience humaine. Cette période était inaugurée par le son d’une corne de bélier, « jobel » en hébreu, d’où le nom de la solennité, transformé ensuite en Jubilé.
Dans l'Église catholique, un « jubilé » est depuis l'année 1300 (où le pape Boniface VIII proclama une indulgence plénière pour ceux qui viendraient en pèlerinage à Rome et y feraient quinze visites aux basiliques Saint-Pierre et Saint-Paul, ainsi qu'aux Romains qui visiteraient ces églises trente fois), une période de pardon, de conversion et d'efforts spirituels ayant lieu, d'abord tous les cinquante ans, puis tous les vingt-cinq ans à partir de 1400 (« pèlerinage panique » pour répondre aux grandes épidémies comme la grande peste), consacrée à la rémission par la pénitence des peines temporelles dues aux conséquences du péché et accompagnée par l'octroi d'indulgences spéciales associées à la visite de lieux saints, à la pratique du jeûne, de l'aumône et de la prière, spécialement la confession et la communion sacramentelle. On appelle aussi ces jubilés des années saintes. Au XXe siècle, dans un esprit similaire, les papes ont décrété des années saintes extraordinaires, commémorant la rédemption par la mort et la résurrection de Jésus. Un Jubilé a été célébré en l'an 2000 par le pape Jean-Paul II. La dernière Année Sainte extraordinaire a été célébrée par le pape François en 2016 : le Jubilé de la Miséricorde. Le Jubilé sur le thème Pèlerins d'espérance a lieu du 24 décembre 2024 au 6 janvier 2026.
À Saint-Jacques-de-Compostelle, depuis la fin du XIVe siècle — probablement depuis 1372—, des jubilés ont lieu toutes les années où le 25 juillet, fête de l'apôtre saint Jacques, tombe un dimanche, suivant un rythme de six ans, cinq ans, six ans et onze ans, soit environ treize fois par siècle. L'indulgence plénière y est accordée à tous les pèlerins qui se rendent pendant l'« année sainte » à Compostelle — que ce soit à pied, à cheval, à bicyclette ou par d'autres moyens modernes -, qui visitent la cathédrale, y prient pour les intentions du pape et, dans les quinze jours précédant ou suivant, se confessent et communient. En 2021, a eu lieu le troisième jubilé du XXIe siècle, après ceux de 2004 et 2010, et avant ceux de 2027 et 2032. 
Le mot  « jubilé » est aussi employé pour célébrer l'anniversaire d'ordination des diacres, prêtres et évêques.

### En franc-maçonnerie
Le jubilé maçonnique est une célébration organisée en l'honneur d'un franc-maçon pour fêter le trente-troisième puis le cinquantième anniversaire de la date de son initiation. Cette réjouissance a lieu au cours d'une tenue. L'intéressé reçoit un diplôme et une médaille ; des discours sont prononcés pour relater son parcours maçonnique.

### Dans le monde du sport
Dans un contexte sportif, notamment au football, un « jubilé » correspond à une célébration pour rendre honneur à un joueur ayant longtemps rendu service à une équipe (anglophone : Testimonial match).
Un jubilé a été célébré en l'honneur des footballeurs ou handballeurs suivants (liste non exhaustive) : 
- Mickael Corneille
- George Weah
- Demetrio Albertini
- Pedro Miguel Pauleta
- Michel Platini le 23 mai 1988, au stade Marcel Picot à Nancy
- Dominique Colonna
- Bernard Lama
- Patrick Cazal en 2009
- Jean-Pierre Papin en 1999
- Christophe Hogard en 2012
- Dennis Bergkamp en 2006
- Steve Savidan  le 30 juin 2013 au stade du Hainaut à Valenciennes
- Arjen Robben et Franck Ribéry à l'Allianz Arena.
- Djibril Cissé au stade de l’Abbé Deschamps à Auxerre le 27 mai 2025.

### Dans le monde des échecs
Dans le domaine de la composition échiquéenne, le terme de « jubilé » est utilisé pour un concours de composition organisé à l'occasion de l'anniversaire d'un problémiste.

### Dans le monde du travail
En droit belge, une « prime de « jubilé » de trois mois de salaire est payée au salarié au bout de 25 ans d'ancienneté. Une prime de jubilé de deux mois est payée à 30 ans d'ancienneté et d'un mois à 35 ans d'ancienneté. Cette prime de jubilé équivaut à la médaille du travail en droit français[réf. nécessaire].

### Dans le monde anglo-saxon

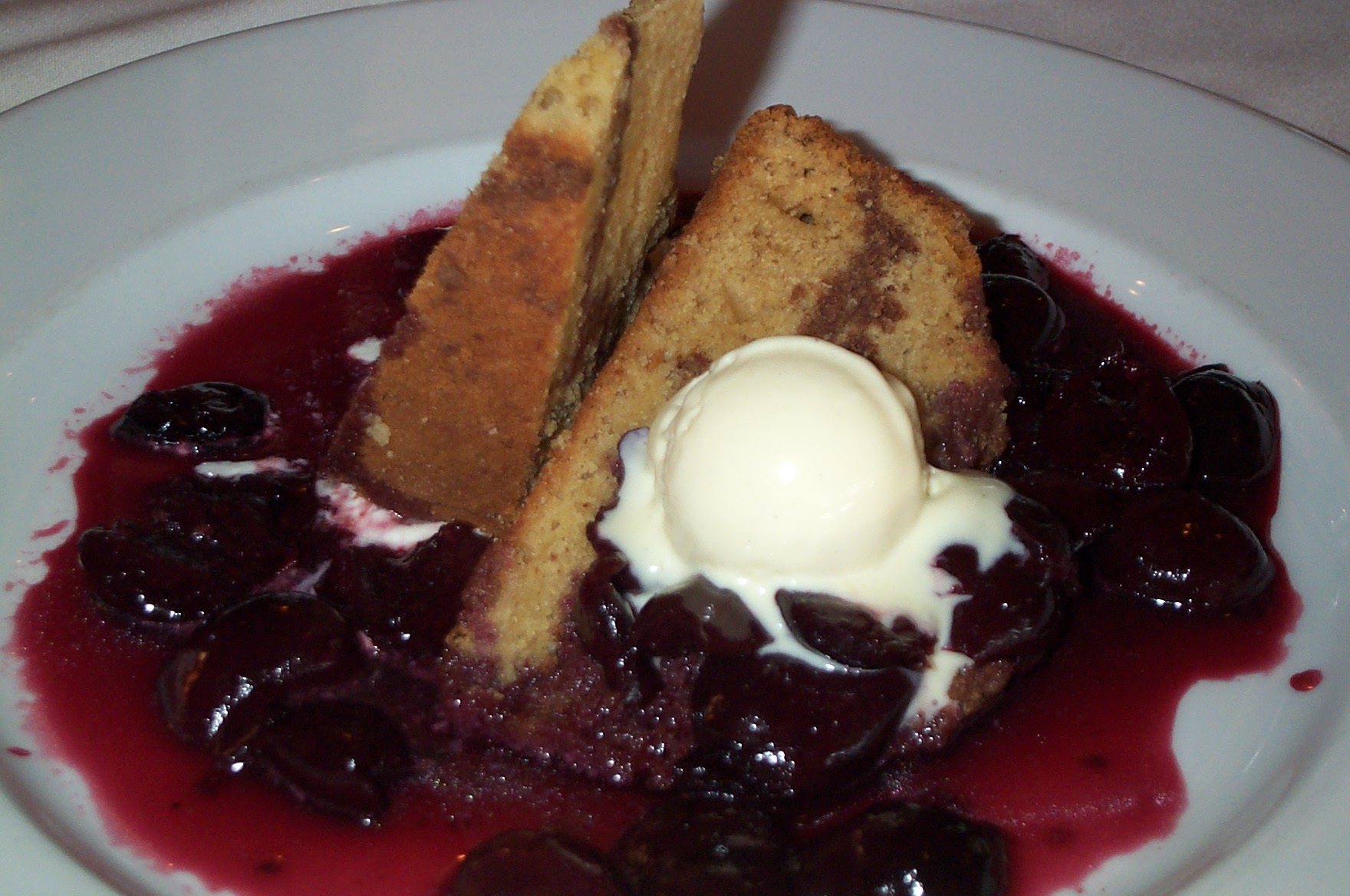
Cerises jubilé, dessert dont la paternité est attribué à Auguste Escoffier, à l'occasion du jubilé de diamant de la reine Victoria en 1897.

- Le Jubilé d'argent (Silver jubilee) est le vingt-cinquième anniversaire du règne d'un monarque.
- Le Jubilé de rubis (Ruby jubilee) est le quarantième anniversaire du règne d'un monarque.
- Le Jubilé d'or (Golden jubilee) est le cinquantième anniversaire du règne d'un monarque.
- Le Jubilé de diamant (Diamond jubilee) est le soixantième anniversaire du règne d'un monarque.
- Le Jubilé de platine (Platinum jubilee) est le soixante-dixième anniversaire du règne d'un monarque.

### En France
- Le Jubilé impérial
- Le jubilé de Louis Pasteur à la Sorbonne pour l'anniversaire de ses 70 ans.
- Le jubilé dédié à Saint Louis, en 2014.

### Dans le monde de la bande dessinée
- Jubilé est un personnage de l'univers Marvel Comics lié aux X-Men.

### Jubilé de l'espéranto

Symbole du jubilé de l'espéranto

Le jubilé de l'espéranto a été célébré en 1987 à Varsovie lors du 72e congrès mondial d'espéranto qui a réuni près de 6 000 personnes. Il commémore la publication en 1887 par Louis-Lazare Zamenhof de la première version de l'ouvrage Langue Internationale qui a défini les fondements de l'espéranto. À cette occasion a été créé le symbole du jubilé qui est depuis souvent repris comme symbole de l'espéranto.